# Geina
Geina is een geslacht van vlinders uit de familie van de vedermotten (Pterophoridae).

## Soorten
- Geina buscki McDunnough, 1933
- Geina didactyla (Linnaeus, 1758)
- Geina periscelidactylus Fitch, 1854
- Geina sheppardi Landry, 1989
- Geina tenuidactylus Fitch, 1854